# Комітет бідноти
Комітет бідноти (комбід) — орган радянської влади на селі в часи «Воєнного комунізму».
В деякі періоди комітети відігравали роль надзвичайних органів влади. Створювалися згідно з декретами РНК РСФРР від 8 червня 1918 року та Всерососійського ЦВК від 11 червня 1918 року. Проіснували в Росії до початку 1919 року, після чого були об'єднані з сільськими радами. Комітети займалися розпалюванням класової ворожнечі між бідняцькими і заможними верствами селянства, перерозподілом землі, вилученням продовольчих запасів за продрозверсткою з так званих куркульських господарств.
На українських землях комбіди почали створюватися в ході війни РСФРР і УНР в 1918—1919 роках з ініціативи Тимчасового робітничо-селянського уряду України. Цей уряд видав у листопаді 1918 року та січні 1919 року два спеціальні положення, які регламентували організацію, склад та функції комбідів.

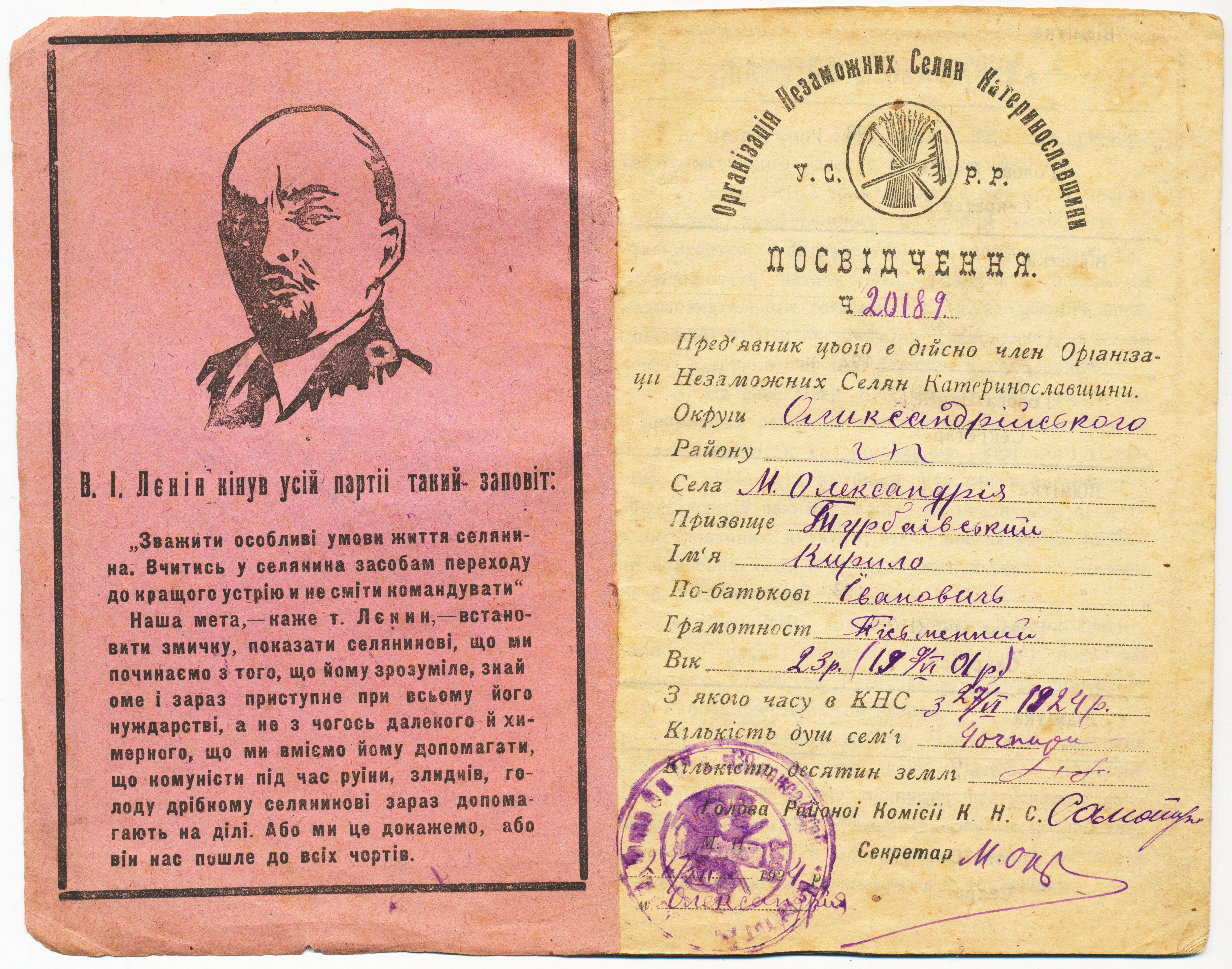
Членський квиток організації незаможних селян Олександрійського округу Катеринославщини, 1924 рік.

Сільський комбід складався з трьох осіб, волосний — з п'яти-семи. Взимку 1919 року комбіди створювалися переважно в Лівобережній Україні, де радянська влада змогла закріпитися. Спроби більшовиків розколоти українське село, спираючись на його біднішу частину, фактично провалилися. Селянство відповіло на запровадження «воєнного комунізму» масовим повстанським рухом, який спричинив падіння радянської влади. Після поновлення радянської влади в 1920 році більшовики відмовилися від запровадження комбідів і замінили їх комітетами незаможних селян.